# Marie Gülich
Marie Gülich, née le 28 mai 1994 à Altenkirchen, est une joueuse professionnelle allemande de basket-ball jouant au poste de pivot.

## Biographie

### En universitaire
Marie Gülich fréquente l'université d'État de l'Oregon et joue entre 2014 et 2018 pour les Beavers d'Oregon State. Durant ses quatre années universitaires, elle remporte plusieurs distinctions personnelles comme être nommée dans le Pac-12 Freshman Honorable Mention (2015), All-Pac-12 selection (2017 et 2018), NCAA Tourament All-Lexington Regional Team (2018), Pac-12 All-Defensive Team (2018), All-America Honorable Mention par l'Associated Press (2018) et ESPNW Third-Team All-American (2018).

### En WNBA
Marie Gülich est sélectionnée en 12e position lors de la draft WNBA 2018 par le Mercury de Phoenix.
Elle dispute son premier match en WNBA le 18 mai 2018 face aux Wings de Dallas avec 2 points et 1 rebond en 10 minutes de jeu. Elle réalise sa meilleure performance de la saison le 10 août 2018 face au Fever de l'Indiana avec 6 points et 3 rebonds en 10 minutes de jeu. Pour sa saison rookie, elle dispute 23 matchs pour des moyennes par match de 1,5 point et 1 rebond en 5 minutes de jeu en moyenne.
En juillet 2019, elle rejoint le Dream d'Atlanta pour la saison WNBA 2019. Elle commence sa saison le 24 mai 2019 face aux Wings de Dallas en égalant ses records de points (6 points) et de rebonds (4 rebonds) en 10 minutes de jeu. Le 13 août 2019 face aux Aces de Las Vegas, elle réalise le premier double-double de sa carrière en WNBA avec 15 points et 12 rebonds, établissant au passage deux nouveaux records en carrière. A l'issue de la saison, elle dispute 31 matchs pour des moyennes par match de 3,3 points et 2,7 rebonds en 11,3 minutes de jeu.
En février 2020, elle est envoyée aux Sparks de Los Angeles avec Brittney Sykes contre Kalani Brown. Elle dispute son premier match de la saison WNBA 2020 le 6 août 2020 face au Fever de l'Indiana avec 6 points et 3 rebonds en 17 minutes de jeu. Elle dispute 12 matchs pour des moyennes de 2,4 points et 1,5 rebonds par match en 9,9 minutes de jeu.
En mars 2021, elle est coupée par les Sparks.

### Hors WNBA
Marie Gülich dispute la saison 2018-2019 dans le championnat italien avec le Reyer Venise Mestre, puis la saison 2019-2020 dans le championnat polonais avec l'Arka Gdynia, avant de rejoindre le championnat espagnol en juin 2020 avec le club de Valence Basket Club.
Elle remporte le championnat espagnol à deux reprises à l'issue des saisons 2022-2023 et 2023-2024.
En janvier 2025, elle s'engage avec le Taiyuan Textile dans le championnat de Taïwan.

### En équipe nationale
Marie Gülich est internationale allemande depuis 2019. Elle dispute ses premiers matchs lors des qualifications pour l'EuroBasket féminin 2019.
Elle participe à l'EuroBasket féminin 2023. L'équipe allemande est éliminée en quart de finale par l'Espagne.
Elle est sélectionnée pour participer aux Jeux olympiques de Paris 2024 où son équipe s'arrête en quart de finale face à la France (71 à 84).

## Palmarès et Distinctions

### Palmarès
- 2x Vainqueur du championnat espagnol avec Valence Basket Club (2023 et 2024)

### Distinctions personnelles
- Pac-12 Freshman Honorable Mention (2015)
- 2x All-Pac-12 selection (2017 et 2018)
- NCAA Tourament All-Lexington Regional Team (2018)
- Pac-12 All-Defensive Team (2018)
- All-America Honorable Mention par l'Associated Press (2018)
- ESPNW Third-Team All-American (2018)

## Statistiques

### En universitaire
| Gras/Meilleures performances | [ 18 ] |

| Saison                    | Équipe                    | MJ  | M5 | Min  | %T   | %3 | %LF  | Rb  | PD  | Int | Ctr | BP  | F   | Pts  |
| ------------------------- | ------------------------- | --- | -- | ---- | ---- | -- | ---- | --- | --- | --- | --- | --- | --- | ---- |
| 2014-2015                 | Beavers d'Oregon State    | 32  | 0  | 11,4 | 45,9 | -  | 44,0 | 2,9 | 0,5 | 0,2 | 0,4 | 0,8 | 1,0 | 3,2  |
| 2015-2016                 | Beavers d'Oregon State    | 37  | 0  | 15,1 | 48,5 | -  | 69,0 | 3,9 | 0,7 | 0,3 | 0,6 | 1,1 | 1,2 | 4,1  |
| 2016-2017                 | Beavers d'Oregon State    | 36  | 36 | 28,4 | 46,9 | 0  | 69,5 | 8,1 | 1,9 | 0,4 | 1,7 | 2,4 | 1,9 | 9,9  |
| 2017-2018                 | Beavers d'Oregon State    | 34  | 34 | 31,0 | 65,2 | 0  | 74,4 | 9,1 | 1,7 | 0,6 | 2,8 | 2,6 | 2,2 | 17,5 |
| Total : moyenne par match | Total : moyenne par match |     |    | 21,6 | 54,5 | 0  | 69,3 | 6,1 | 1,2 | 0,4 | 1,4 | 1,7 | 1,6 | 8,7  |
| Totaux                    | Totaux                    | 139 | 70 | 3000 | 511  | 0  | 181  | 843 | 165 | 50  | 193 | 239 | 221 | 1203 |

### En WNBA
| Gras/Meilleures performances | [ 19 ] |

| Saison                    | Équipe                    | MJ | M5 | Min  | %T   | %3   | %LF  | Rb  | PD  | Int | Ctr | BP  | F   | Pts |
| ------------------------- | ------------------------- | -- | -- | ---- | ---- | ---- | ---- | --- | --- | --- | --- | --- | --- | --- |
| 2018                      | Mercury de Phoenix        | 23 | 5  | 5,0  | 48,3 | -    | 75,0 | 1,0 | 0,1 | 0   | 0,3 | 0,6 | 0,8 | 1,5 |
| 2019                      | Dream d'Atlanta           | 31 | 1  | 11,3 | 36,1 | 32,0 | 72,7 | 2,7 | 0,6 | 0,2 | 0,8 | 1,0 | 2,0 | 3,3 |
| 2020                      | Sparks de Los Angeles     | 12 | 1  | 9,9  | 50,0 | 0    | 100  | 1,5 | 0,6 | 0,3 | 0,3 | 0,4 | 1,9 | 2,4 |
| Total : moyenne par match | Total : moyenne par match |    |    | 8,8  | 40,5 | 28,6 | 75,8 | 1,9 | 0,4 | 0,2 | 0,5 | 0,8 | 1,6 | 2,5 |
| Totaux                    | Totaux                    | 66 | 2  | 583  | 66   | 8    | 25   | 125 | 28  | 10  | 33  | 50  | 103 | 165 |